# Арі Хяркянен
Арі Пекка Хяркянен (фін. Ari Pekka Härkänen; нар. 31 березня 1972, Гельсінкі) — фінський борець греко-римського стилю, бронзовий призер чемпіонату Європи, дворазовий чемпіон та дворазовий срібний призер Північних чемпіонатів.

## Біографія
Боротьбою почав займатися з 1978 року. 1990 став срібним призером чемпіонатів світу серед юніорів Того ж року досяг такого ж результату на чемпіонаті Європи серед молоді.
Виступав за борцівський клуб «Ylae-Tikkurilan Kipinae» з Вантаа. Тренер — Туомо Каріла (з 2005).

## Спортивні результати на міжнародних змаганнях

### Виступи на Чемпіонатах світу
| Змагання                        | Збірна    | Вагова категорія                 | Місце |
| ------------------------------- | --------- | -------------------------------- | ----- |
| Чемпіонат світу з боротьби 1995 | Фінляндія | греко-римська боротьба, до 62 кг | 31    |
| Чемпіонат світу з боротьби 1997 | Фінляндія | греко-римська боротьба, до 69 кг | 14    |
| Чемпіонат світу з боротьби 1998 | Фінляндія | греко-римська боротьба, до 69 кг | 12    |
| Чемпіонат світу з боротьби 1999 | Фінляндія | греко-римська боротьба, до 69 кг | 29    |

### Виступи на Чемпіонатах Європи
| Змагання                         | Збірна    | Вагова категорія                 | Місце  |
| -------------------------------- | --------- | -------------------------------- | ------ |
| Чемпіонат Європи з боротьби 1994 | Фінляндія | греко-римська боротьба, до 62 кг | 4      |
| Чемпіонат Європи з боротьби 1995 | Фінляндія | греко-римська боротьба, до 62 кг | 10     |
| Чемпіонат Європи з боротьби 1996 | Фінляндія | греко-римська боротьба, до 62 кг | 21     |
| Чемпіонат Європи з боротьби 1997 | Фінляндія | греко-римська боротьба, до 63 кг | 9      |
| Чемпіонат Європи з боротьби 1999 | Фінляндія | греко-римська боротьба, до 69 кг | 7      |
| Чемпіонат Європи з боротьби 2000 | Фінляндія | греко-римська боротьба, до 69 кг | 11     |
| Чемпіонат Європи з боротьби 2004 | Фінляндія | греко-римська боротьба, до 66 кг | Бронза |
| Чемпіонат Європи з боротьби 2005 | Фінляндія | греко-римська боротьба, до 66 кг | 9      |

### Виступи на Північних чемпіонатах
| Змагання                            | Збірна    | Вагова категорія                 | Місце  |
| ----------------------------------- | --------- | -------------------------------- | ------ |
| Північний чемпіонат з боротьби 1988 | Фінляндія | греко-римська боротьба, до 48 кг | Срібло |
| Північний чемпіонат з боротьби 1991 | Фінляндія | греко-римська боротьба, до 62 кг | Срібло |
| Північний чемпіонат з боротьби 1993 | Фінляндія | греко-римська боротьба, до 62 кг | Золото |
| Північний чемпіонат з боротьби 1998 | Фінляндія | греко-римська боротьба, до 69 кг | Золото |
| Північний чемпіонат з боротьби 2007 | Фінляндія | греко-римська боротьба, до 66 кг | 4      |

### Виступи на інших змаганнях
| Змагання                                                        | Збірна    | Вагова категорія                 | Місце  |
| --------------------------------------------------------------- | --------- | -------------------------------- | ------ |
| Кубок Вантаа з боротьби 1996                                    | Фінляндія | греко-римська боротьба, до 68 кг | 4      |
| Гран-прі Німеччини з боротьби 1998                              | Фінляндія | греко-римська боротьба, до 69 кг | 8      |
| Міжнародний меморіал Дейва Шульца 1999                          | Фінляндія | греко-римська боротьба, до 69 кг | Золото |
| Олімпійський кваліфікаційний турнір з боротьби 2000 (Ташкент)   | Фінляндія | греко-римська боротьба, до 69 кг | 8      |
| Гран-прі Німеччини з боротьби 2003                              | Фінляндія | греко-римська боротьба, до 66 кг | Золото |
| Олімпійський кваліфікаційний турнір з боротьби 2004 (Новий Сад) | Фінляндія | греко-римська боротьба, до 66 кг | 14     |
| Гран-прі Німеччини з боротьби 2007                              | Фінляндія | греко-римська боротьба, до 74 кг | 19     |
| Олімпійський кваліфікаційний турнір з боротьби 2008 (Новий Сад) | Фінляндія | греко-римська боротьба, до 66 кг | 18     |

### Виступи на змаганнях молодших вікових груп
| Змагання                                          | Збірна    | Вагова категорія                 | Місце  |
| ------------------------------------------------- | --------- | -------------------------------- | ------ |
| Північний чемпіонат з боротьби серед юніорів 1988 | Фінляндія | греко-римська боротьба, до 48 кг | Золото |
| Чемпіонат світу з боротьби серед юніорів 1988     | Фінляндія | греко-римська боротьба, до 50 кг | 5      |
| Північний чемпіонат з боротьби серед юніорів 1989 | Фінляндія | греко-римська боротьба, до 57 кг | Срібло |
| Чемпіонат Європи з боротьби серед юніорів 1989    | Фінляндія | греко-римська боротьба, до 54 кг | 10     |
| Чемпіонат світу з боротьби серед юніорів 1990     | Фінляндія | греко-римська боротьба, до 58 кг | Срібло |
| Північний чемпіонат з боротьби серед юніорів 1991 | Фінляндія | греко-римська боротьба, до 62 кг | Срібло |
| Північний чемпіонат з боротьби серед юніорів 1992 | Фінляндія | греко-римська боротьба, до 62 кг | Срібло |
| Чемпіонат Європи з боротьби серед молоді 1990     | Фінляндія | греко-римська боротьба, до 57 кг | Срібло |
| Чемпіонат Європи з боротьби серед молоді 1992     | Фінляндія | греко-римська боротьба, до 62 кг | 6      |